# Al-Manqaf
al-Manqaf (arabiska: اَلْمَنْقَف) är ett distrikt (mintaqa) i Kuwait. Det ligger i provinsen al-Ahmadi, i den sydöstra delen av landet, 30 km söder om huvudstaden Kuwait. al-Manqaf ligger 14 meter över havet och hade 39 025 invånare år 2012. Närmaste större samhälle är al-Ahmadi, 5 km väster om al-Manqaf.